# 紀元前805年
紀元前805年（きげんぜん805ねん）は、西暦による年。

## 他の紀年法
- 干支 : 丙申
- 中国
  - 周 - 宣王23年
  - 魯 - 孝公2年
  - 斉 - 文公11年
  - 晋 - 穆侯7年
  - 秦 - 荘公17年
  - 楚 - 熊徇17年
  - 宋 - 恵公26年
  - 衛 - 武公8年
  - 陳 - 釐公27年
  - 蔡 - 釐侯5年
  - 曹 - 戴伯21年
  - 鄭 - 桓公2年
  - 燕 - 釐侯22年
- 朝鮮
  - 檀紀1529年
- ユダヤ暦 : 2956年 - 2957年
- アッシリア暦 : 3946年
- 人類紀元 : 9196年